# Charly-Oradour
 Charly-Oradour  es una población y comuna francesa, en la región de Lorena, departamento de Mosela, en el distrito de Metz-Campagne y cantón de Vigy.

## Demografía
| 226 | 196 | 248 | 259 | 385 | 621 |
| Para los censos de 1962 a 1999 la población legal corresponde a la población sin duplicidades (Fuente: INSEE [Consultar]) |     |     |     |     |     |